# Friedrich Hauptmann
Friedrich Hauptmann (* 6. September 1860 in Borkendorf, Landkreis Neisse, Provinz Oberschlesien; † nach 1923; vollständiger Name: Friedrich Wilhelm Theobald Hauptmann) war ein deutscher Chorleiter und Dirigent.

## Leben
Die erste musikalische Ausbildung erhielt Friedrich Hauptmann als Domsänger des Knabenseminars in Breslau. Von 1877 bis 1882 leistete er Militärdienst als Oboist in Metz, hier wirkte er auch als Chordirektor am Stadttheater. Von 1884 bis 1886 war er als Chordirektor und Korrepetitor am Stadttheater im elsässischen Straßburg tätig, danach wechselte er nach Würzburg, Kissingen und Stettin. In Stettin war Hauptmann gleichzeitig Leiter des Kurorchesters von Swinemünde. 1889 erhielt er die Stelle als Chordirektor am Hoftheater Neustrelitz, an dem er 1904 zum Musikdirektor und 1908 zum Leiter der Hofkapelle und der Singakademie aufstieg. 1910 führte er die Matthäuspassion von Johann Sebastian Bach auf und dirigierte Daniel-François-Esprit Aubers Oper Fra Diavolo und Gioacchino Rossinis Wilhelm Tell.
1914 erhielt Friedrich Hauptmann den Orden für Kunst und Wissenschaft (Mecklenburg-Strelitz) in Silber. 1923 ging er den Ruhestand.